# Explicateur
Een explicateur was iemand die in het tijdperk van de zwijgende film in de bioscoop de vertoonde beelden voorzag van commentaar en geluidseffecten. Explicateurs waren in de gloriedagen van de stomme film (1900-1930) evenzeer sterren als de acteurs op het doek, publiek kwam soms evenzeer op de explicateur af als op de vertoonde film. De explicateur werkte vaak samen met een bioscooporganist die voor de muzikale omlijsting zorgde.
In Japan heetten de vertellers bij stomme films benshi. Een ster in dit vak was Heigo Kurosawa, die zijn jongere broer Akira liefde voor de film bijbracht, maar zich in 1933 het leven benam, toen de intrede van de gesproken film het beroep deed verbleken. 

## Bekende explicateurs
- Louis Hartlooper[2]
- Max Goldberg
- Willy Mullens[3]
- Max Nabarro[4]